# Форшмак

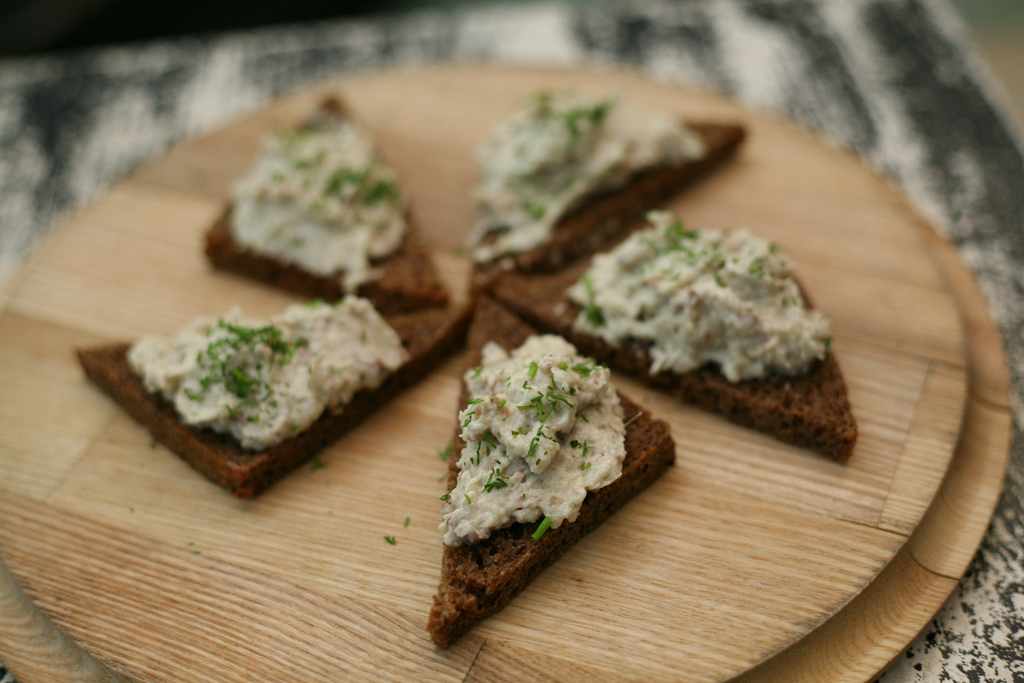
Форшмак на чорному хлібі, приготований в Одесі

Форшма́к (їд. פֿאָרשמאַק‎ від нім. Vorschmack — «закуска») — страва з рубленого м'яса або оселедця, запеченого з картоплею, сметаною, цибулею та перцем, що належить до закусок.

## Опис
У прусській та шведській кухнях форшмак — гаряча закуска. Форшмак з оселедця відносять до класичної єврейської кухні. У ньому часто не буває м'яса, проте в рецепт, крім оселедця, входять яйця, яблуко, цибуля, білий хліб та маргарин.
У єврейській кухні ця страва стала національною, хоча спочатку вона була запозичена зі східнопруської кухні, де так називалася закуска зі смаженого оселедця.
За прусською та шведською технологією форшмак подається гарячим. У єврейській кухні форшмак трансформувався в холодну закуску з меленого оселедця. Для приготування форшмаку історично використовували оселедець найнижчої якості, так званий «іржавий». Якщо форшмак подавався за молочною трапезою, оселедець дозволялося вимочувати в молоці.
Форшмак також буває з яловичиною, з бараниною, з обрізками від печені, з молоком, сметаною та сиром, з куркою, з грибами, з картоплею, з капустою, з сиром, з макаронами-ріжками, з буряком, з ріпою, з капустою кольрабі, з артишоками, з майонезом, з гірчицею, з томатною пастою — все це з додаванням оселедця. Форшмак буває без оселедця зовсім — наприклад, з телячих мізків.